# Torre Aqualina
La Torre Aqualina es un edificio ubicado en la ciudad argentina de Rosario, provincia de Santa Fe, en la esquina de San Luis y Leandro N. Alem, a pocas cuadras del Monumento Nacional a la Bandera.
La obra del estudio Mario Roberto Álvarez y Asociados terminada tiene 127 m de altura y 40 pisos de departamentos y se inauguró en el 2009. Como se terminó antes que las torres Dolfines Guaraní 1 y 2, fue por un tiempo el edificio más alto de Rosario y el más alto fuera del radio de la Ciudad de Buenos Aires.
Esta obra está diseñada para que los pisos superiores no vibren ante fuertes vientos.

## Críticas
Desde que se presenta el proyecto en 2003, la torre ha sufrido varias quejas de los vecinos, pues dicen que impactaría negativamente en el ambiente, el paisaje y la ecología. Sin embargo los constructores aseguraron siempre que la torre sería armónica a su entorno.
En diciembre de 2007 se comenzó el trabajo de fachada de la torre.

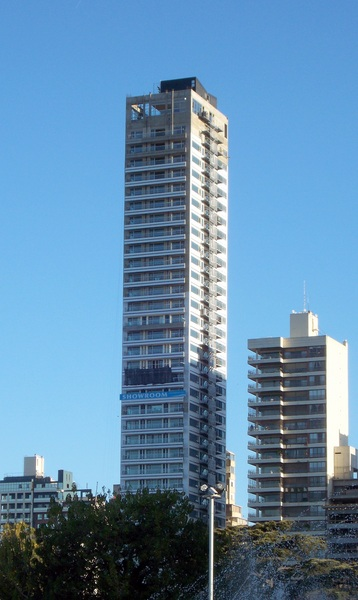
Torre Aqualina en septiembre de 2008.

El 19 de mayo del 2008 la torre Aqualina llegó a la cima.
Como toda obra en altura, no se ha hipotetizado ninguna acción antisísmica (ver terremoto del Río de la Plata de 1888, de 5,5 Ritcher). Y el nuevo sismo, de 3,8 Ritcher del 30 de noviembre de 2018 sobre el área metropolitana AMBA desnuda impericias profesionales.
Es el primer edificio en Rosario, comprobado aerodinámicamente en túnel de viento a cargo de Cermak-Peterka-Petersen Inc. Engineering Consulting (CPP), de Denver en los Estados Unidos. Esta prueba consistió en embestir por la acción de ráfagas de viento, una maqueta a escala de Aqualina y su entorno, en un radio de 600 m. Se la sometió a tormentas simuladas, con intensidades y características análogas a las que se producen con una recurrencia de 50 años en la ciudad de Rosario, que es de 55 mm cada 30 min. Basados exclusivamente, en registros recogidos del servicio meteorológico e información satelital de la región.
La resultante determinó su resistencia a la presión del viento en un promedio de 400 kg por m². Otro dato importante fue la cimentación de la torre, llegó a los 35 m de profundidad y en cuanto a la mano de obra calificada que construye Aqualina, llevan sumados desde su comienzo, 700.000 h por hombre.
En cuanto al volumen total del hormigón que se necesitó hasta la finalización de su estructura, tuvo un estimado de 7000 m³, valores superiores al mercado ya que se aplicó el “factor de confortabilidad” sobre la construcción, que potenció su solidez, así como la inversión.[cita requerida]
La torre cuenta con estacionamiento automático, el segundo instalado en el país.[cita requerida]